# The Wörld Is Yours
The Wörld Is Yours – dwudziesty pierwszy album studyjny brytyjskiego zespołu muzycznego Motörhead, wydany 14 grudnia 2010 roku nakładem wytwórni muzycznych UDR Music, Motörhead Music oraz EMI. Album został zarejestrowany w NRG Studios w North Hollywood, Maple Studios w Santa Ana i Sage and Sound w Hollywood we współpracy z producentem muzycznym Cameronem Webbem. Dotarł do 94. miejsca listy Billboard 200 w Stanach Zjednoczonych, sprzedając się w nakładzie 7 tys. egzemplarzy w ciągu tygodnia od dnia premiery. Materiał był promowany teledyskami do utworów „Get Back in Line” i „I Know How to Die”.

## Lista utworów
Opracowano na podstawie materiału źródłowego.
| Nr  | Tytuł utworu            | Autorzy                  | Długość |
| --- | ----------------------- | ------------------------ | ------- |
| 1.  | „Born to Lose”          | Kilmister, Campbell, Dee | 4:01    |
| 2.  | „I Know How to Die”     | Kilmister, Campbell, Dee | 3:19    |
| 3.  | „Get Back in Line”      | Kilmister, Campbell, Dee | 3:35    |
| 4.  | „Devils in My Head”     | Kilmister, Campbell, Dee | 4:21    |
| 5.  | „Rock ’n’ Roll Music”   | Kilmister, Campbell, Dee | 4:25    |
| 6.  | „Waiting for the Snake” | Kilmister, Campbell, Dee | 3:41    |
| 7.  | „Brotherhood of Man”    | Kilmister, Campbell, Dee | 5:15    |
| 8.  | „Outlaw”                | Kilmister, Campbell, Dee | 3:30    |
| 9.  | „I Know What You Need”  | Kilmister, Campbell, Dee | 2:58    |
| 10. | „Bye Bye Bitch Bye Bye” | Kilmister, Campbell, Dee | 4:04    |
|     |                         |                          | 39:09   |

| Bonus DVD | Bonus DVD                                                  | Bonus DVD |
| Nr        | Tytuł utworu                                               | Długość   |
| --------- | ---------------------------------------------------------- | --------- |
| 1.        | „The Wörld Is Yours” (Interview With Lemmy, Phil + Mikkey) |           |
| 2.        | „Get Back in Line” (Video)                                 |           |
| 3.        | „Ace of Spades” (Acoustic Version)                         |           |

## Twórcy
Opracowano na podstawie materiału źródłowego.
| Zespół Motörhead w składzie - Lemmy Kilmister – gitara basowa, wokal prowadzący - Phil Campbell – gitara elektryczna - Mikkey Dee – perkusja |  | Inni - Sergio Chavez – inżynieria dźwięku - Josh Bierly, Wesley Mischener - asystenci inżyniera dźwięku - Ted Jenson – mastering - Cameron Webb – produkcja muzyczna, inżynieria dźwięku, miksowanie |

## Wydania
| Rok  | Nr katalogowy          | Format                        | Wydawca                                 | Region            | Źródło |
| ---- | ---------------------- | ----------------------------- | --------------------------------------- | ----------------- | ------ |
| 2010 | UDR 0003 LP            | LP, Album                     | UDR, EMI, Motörhead Music               | Europa            | [ 22 ] |
| 2010 | 50999 9492172 4        | CD, Album                     | UDR                                     | Argentyna         | [ 22 ] |
| 2010 | UDR 0002 CD            | CD, Album                     | UDR, EMI, Motörhead Music               | Europa            | [ 22 ] |
| 2010 | 50999 9 49217 2 4      | CD, Album                     | UDR                                     | Australia         | [ 22 ] |
| 2010 | UDR 0002 CD            | CD, Album                     | Soyuz Music, UDR, Motörhead Music       | Rosja             | [ 22 ] |
| 2010 | UDR 0002 CD            | CD, Album                     | UDR, EMI, Motörhead Music               | Europa            | [ 22 ] |
| 2010 | UDR 0008 CD            | CD, Album + DVD-V, PAL        | UDR, EMI, Motörhead Music               | Europa            | [ 22 ] |
| 2010 | UDR 0001 CD            | CD, Album, Dig                | UDR, EMI, Motörhead Music               | Europa            | [ 22 ] |
| 2010 | UDR 0002 CD            | CD, Album, Ltd, Dig           | UDR, EMI, Motörhead Music, Classic Rock | Europa            | [ 22 ] |
| 2010 | UDR-PR0001             | CD, Album, Promo, Car         | UDR, EMI, Motörhead Music               | Niemcy            | [ 22 ] |
| 2010 | UDR 0005 LP            | LP, Album, Ltd, Sil           | UDR, EMI, Motörhead Music               | Europa            | [ 22 ] |
| 2011 | UDR 0002 CD, MR 5177-2 | CD, Album                     | UDR, Moon Records                       | Ukraina           | [ 22 ] |
| 2011 | UDR 0010 CD            | CD, Album + DVD-V, NTSC + Dig | UDR, EMI, Motörhead Music               | Stany Zjednoczone | [ 22 ] |
| 2011 | TOCP-66998             | CD, Album, Enh                | EMI                                     | Japonia           | [ 22 ] |
| 2011 | UDR 0005 LP            | LP, Album, Ltd, Sil           | UDR, EMI, Motörhead Music               | Europa            | [ 22 ] |

## Listy sprzedaży
| Lista                        | Kraj              | Pozycja |
| ---------------------------- | ----------------- | ------- |
| Media Control Charts         | Niemcy            | 25      |
| Suomen virallinen lista      | Finlandia         | 15      |
| Sverigetopplistan            | Szwecja           | 24      |
| UK Albums Chart              | Wielka Brytania   | 45      |
| Billboard 200                | Stany Zjednoczone | 94      |
| Billboard Independent Albums | Stany Zjednoczone | 12      |
| VG-lista                     | Norwegia          | 40      |
| SNEP                         | Francja           | 89      |
| Schweizer Hitparade          | Szwajcaria        | 24      |
| Ö3 Austria Top 40            | Austria           | 34      |
| IFPI Greece                  | Grecja            | 31      |
| Promusicae                   | Hiszpania         | 87      |
| Oricon                       | Japonia           | 115     |